# Lille Krokvind
Lille Krokvind är en sjö i Askersunds kommun i Närke och ingår i Motala ströms huvudavrinningsområde. Sjön har en area på 0,02 kvadratkilometer och ligger 142,6 meter över havet.

## Delavrinningsområde
Lille Krokvind ingår i det delavrinningsområde (653256-144414) som SMHI kallar för Mynnar i Vättern. Medelhöjden är 135 meter över havet och ytan är 42,61 kvadratkilometer. Räknas de 2 avrinningsområdena uppströms in blir den ackumulerade arean 74,63 kvadratkilometer. Bronaån som avvattnar avrinningsområdet har biflödesordning 4, vilket innebär att vattnet flödar genom totalt 4 vattendrag innan det når havet efter 160 kilometer. Avrinningsområdet består mestadels av skog (60 procent) och jordbruk (22 procent). Avrinningsområdet har 2,11 kvadratkilometer vattenytor vilket ger det en sjöprocent på 5 procent. Bebyggelsen i området täcker en yta av 0,64 kvadratkilometer eller 1 procent av avrinningsområdet.